# لاس لومیتاس
لاس لومیتاس (به اسپانیایی: Las Lomitas) یک منطقهٔ مسکونی در آرژانتین است که در بخش پاتینیو واقع شده‌است. لاس لومیتاس ۱۲٬۳۹۹ نفر جمعیت دارد.